# Qualitätsweinprüfung
Bei der Qualitätsweinprüfung wird von amtlicher Seite analytisch und sensorisch geprüft, ob ein Wein als Qualitätswein bezeichnet werden darf.

## Geschichte und gesetzliche Grundlagen
EU-weit gilt seit der Vereinheitlichung des Weinrechts in der damaligen EWG 1971, dass für Weine, die die Bezeichnung Qualitätswein bzw. die entsprechenden Bezeichnungen in den anderen Mitgliedsstaaten beanspruchen, eine sensorische und analytische Prüfung durchzuführen ist. Die ersten geprüften Weine waren die des Jahrgangs 1971. Während Deutschland eine obligatorische Prüfung eingeführt hat, haben sich die meisten anderen Mitgliedsländer für stichprobenartige Prüfungen entschieden. Die Durchführung der Prüfung liegt in Deutschland in der Verantwortung der Bundesländer.

## Verfahren in Deutschland

### Antrag
Die Durchführung der Qualitätsweinprüfung muss vom Hersteller oder Abfüller des Weins bei der Landesbehörde beantragt werden, in deren Zuständigkeitsbereich die Trauben für den Wein geerntet wurden. Dem Antrag beizufügen sind eine chemische Analyse sowie eine Probe des Weines.

### Ablauf der Prüfung
Die Prüfung erfolgt in drei Abschnitten
- Die analytische Prüfung kontrolliert die Einhaltung bestimmter analytischer Grenzwerte wie z. B. Mindestalkoholgehalt.

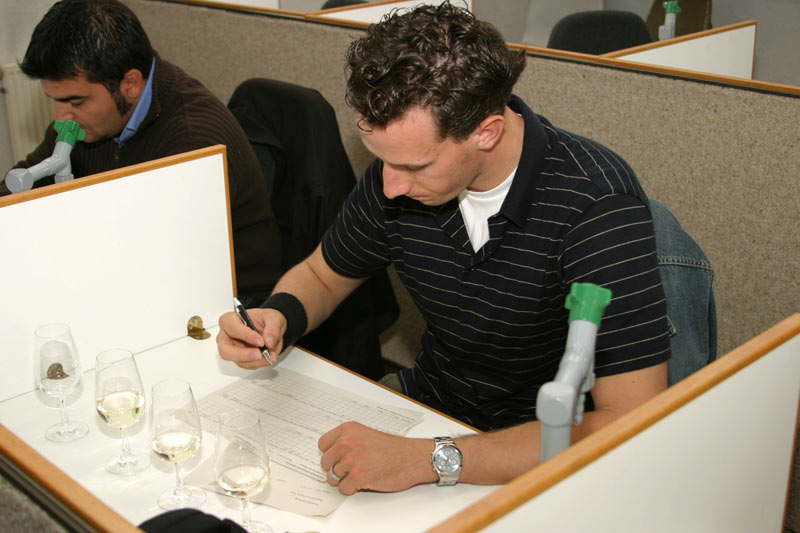
Weinbeurteilung in verdeckter Probe

- Mit der Herkunftsprüfung anhand der Eintragungen im Herbst- und Kellerbuch sowie der Erntemeldung des Erzeugers wird die Herkunft des Weines nach Lage, Jahrgang und Qualität zugeordnet

- Die Sinnenprüfung wird von einer Kommission in verdeckter Probe durchgeführt. Diese Prüfungskommission setzt sich in der Regel aus vier (mindestens drei) Verkostern zusammen, die aus der Weinwirtschaft sowie der Weinbauberatung, Verwaltung und dem Kreis der Verbraucher stammen. Dabei werden zunächst als notwendige Bedingungen die korrekte Farbe, die Klarheit und die Typizität hinsichtlich Rebsorte und Region geprüft. In der Sinnenprüfung der drei Kriterien Geruch, Geschmack und Harmonie muss der Wein weiterhin eine zufriedenstellende Bewertung der Kommission erhalten, um als Qualitätswein gelten zu dürfen. Jeder einzelne Prüfer erhält einen Prüfbogen, auf dem die jeweiligen Verkostungsergebnisse notiert werden. Bewertet wird nach dem 5-Punkte-Schema.

Bepunktet wird in 0,5er-Schritten, wobei die Mindestpunktzahl für jedes einzelne Kriterium 1,5 und höchstens 5 Punkte beträgt. Ist der Wein fehlerhaft in Geruch und/oder Geschmack, erhält das entsprechende Kriterium 0 Punkte. In diesem Fall muss der beanstandete Fehler in der Rubrik Bemerkungen eingetragen werden. Eine Vergabe von 0 Punkten bedeutet, dass der entsprechende Prüfer den Wein ablehnt.
Jeder Prüfer addiert daraufhin die einzelnen Punkte zu einer Gesamtpunktzahl. Diese dividiert durch die Ziffer drei (Geruch, Geschmack, Harmonie), ergibt die Qualitätszahl. Die für eine Vergabe der A.P.Nr. nötige Mindestzahl beträgt 1,5 Punkte.
Wird ein Wein abgelehnt, kann der Antragsteller Widerspruch einlegen, er hat die Möglichkeit der Wiederanstellung.

### Prüfungsnummer
Die Erteilung der Amtlichen Prüfungsnummer, die den Wein eindeutig kennzeichnet, dokumentiert das erfolgreiche Bestehen der Qualitätsweinprüfung.

### Der Aufbau der amtlichen Prüfungsnummer
Die erste Ziffer kennzeichnet die Prüfstelle, die dem Wein die A.P.Nr. zugeteilt hat. Die nächsten drei Zahlen stehen für die Gemeinde des Abfüllers. Darauf folgt die Betriebsnummer des Abfüllers. Die nächsten beiden Zahlen beziffern die Füllung eines Betriebes als laufende Nummer. Aus den letzten zwei Ziffern wird das Jahr der Weinabfüllung ersichtlich. Die Zahl 01 bezeichnet beispielsweise das Jahr 2001.

### Abweichender Aufbau der amtlichen Prüfnummer im bestimmten Anbaugebiet Franken
Prüfnummernformat: XXXX-YYY-JJ
Die ersten vier Ziffern (XXXX) sind die Betriebsnummer des jeweiligen Weinbaubetriebes.
Die folgenden drei Ziffern (YYY) ist die fortlaufende Nummer des Prüfungsanstellung. Also 001 für die erste Anstellung des Jahres, 002 für die zweite...
Die letzten beiden Ziffern geben das Jahr der Anstellung an, also 14 für das Jahr 2014. Dies hat mit dem Jahrgang nichts zu tun.
Beispiel: A.P.Nr. 4352-003-14
Dieser Wein wurde vom fränkischen Weinbaubetrieb mit der Betriebsnummer 4352 im Jahr 2014 als dritter Wein angestellt.